# 長江義景
長江 義景（ながえ よしかげ）は、鎌倉時代前期の武士。

## 概要
長江義景は鎌倉氏の一族である。大庭（鎌倉）景継を父とする。葉山町に館を構えてから長江を名乗ったらしい。
源平合戦では、縁戚の三浦氏と協力して源頼朝に与する。衣笠城の戦いでは敗れたが、そこから敗走したあと頼朝に合流し、鎌倉幕府黎明期の重臣となった。
頼朝が征夷大将軍になった後、義景は伊勢大廟神宝奉行となった。また、義景は弓の名手としても高名であり、頼朝の信任が厚かった。
義景には3人の男子が居たが、明義の系統は宝治合戦で滅亡、景行は桑良氏を称し、唯一師景の系統が長江家の家名を後世に伝えた。